# Zineb Hattab
Zineb Hattab, également connue sous le nom de Zizi Hattab, née le 23 juillet 1989, est une cheffe de cuisine maroco-espagnole. Appartenant à une nouvelle génération de cheffe en cuisine, elle a fondé des restaurants végétaliens à Zurich, en Suisse. Elle a été élue «découverte de l'année» par le Gault et Millau à la suite de  l'ouverture de son premier restaurant en 2020 et a été aussi la première chef végétalienne de Suisse à recevoir une étoile verte Michelin.

## Biographie
Zineb Hattab est née en juillet 1989 à Gérone, en Espagne, de parents émigrés venus du Maroc. Ils se sont installés sur la Costa Brava dans les années 1980 et y ont tenu une boutique de souvenirs. Elle  grandit à Blanes, une petite ville au bord de la mer Méditerranée.
En 2007, Zineb Hattab s'installe à Barcelone pour y suivre des études d'ingénieur. Pendant ses études, elle vit en résidence universitaire où elle commence à cuisiner pour ses amis et sa famille.
Après avoir déménagé en Suisse en 2012, Zineb Hattab travaille pendant deux ans en tant que développeuse de logiciels dans une société d'ingénierie, mais faire la cuisine est un passe-temps qui la rend heureuse : « Mon hobby a rapidement pris le dessus et a accaparé tout mon temps libre. Je me suis alors dit que je pourrais aussi apprendre à cuisiner correctement »,. En 2014, à l'âge de 24 ans, elle décide de quitter son activité initiale et commence une nouvelle carrière dans la gastronomie. « Ce n’était pas un choix rationnel, plutôt un sentiment diffus, une envie de joie et de m’exprimer dans mon travail, d’associer les saveurs et les parfums liés à mes origines et à mes voyages », explique-t-elle. Elle négocie un stage chez Andreas Caminada au Schloss Schauenstein, situé à Fürstenau. Elle continue ensuite à effectuer d’autres stages, et travaille notamment à Modène à l'Osteria Francescana du chef italien Massimo Bottura, à Nerua de Josean Alija et à El Celler de Can Roca, le restaurant espagnol à Gérone des frères Roca,. En 2017, Zineb Hattab s'installe à New York, où elle travaille aussi comme sous-chef au Cosme pour le chef mexicain Enrique Olvera, auprès de la cheffe de cuisine Daniela Soto-Innes,,. La cuisine du Cosme est essentiellement végétarienne. En 2019, elle devient elle-même végane. Après avoir travaillé deux ans à New York, elle revient en Suisse pour ouvrir son propre restaurant,.
En janvier 2020, Zineb Hattab ouvre KLE, un petit restaurant à Wiedikon (un district de la ville de Zurich) proposant un menu végétalien,, deux mois avant le début de la pandémie du Covid-19. Mais quelques semaines seulement après l'ouverture, Gault et Millau lui attribue 14 points et nomme Zineb Hattab « Chef du mois ». Elle doit fermer en raison de la pandémie, mais s’accroche et rouvre en 2021. Elle devient ensuite « Découverte de l’année 2021 ». En 2021, KLE se voit attribuer la note de 15 sur le Gault et Millau et son établissement devient le premier restaurant végétalien suisse récompensé par une étoile verte Michelin. La cuisine de Zizi Hattab se distingue, selon les critiques gastronomiques, par des saveurs intenses et des plats complexes et équilibrés, dans un cadre qui reste décontracté,,. En octobre 2022, KLE reçoit une étoile Michelin.
En octobre 2021, Zineb Hattab ouvre son deuxième établissement, le DAR.

## Publication
Zineb Hattab a publié en allemand, en 2022, un livre de recettes, d’inspirations marocaines et espagnoles, précédé de quelques pages sur son parcours, sous l’intitulé Taste of Love. La maison d’édition est suisse : AT Verlag.